# جراجي (أرومية)
أرومية (بالكردية: ژەرەژی) هي إحدى القرى التابعة لـمرغور في ريف قسم سيلوانه من مقاطعة أرومية، في محافظة أذربیجان الغربیة الإيرانية.

## السكان
حسب إحصاءات سنة 2006، بلغ إجمالي السكان في يَرَيي 642 نسمة وعدد المساكن 113 مسكن. لغة سكان يَرَيي هي اللغة الكردية و هم من أهل السنة والجماعة والمذهب الشافعي.